# Río Corriente
El río Corriente o Aruharý (nombre en guaraní de este río, que significa "traedor/portador de agua") es un pequeño río de la cuenca hidrográfica del río Paraná. Nace de la laguna de Itatí, la más austral de los Esteros del Iberá, y funciona como desagüe de sus 13 000 km² de humedales, en su curso desde el noreste hacia el sudoeste de la provincia de Corrientes, desembocando finalmente en el Paraná cerca de la ciudad de Esquina.
Tiene unos 20 metros de ancho durante la mayor parte de su tranquilo recorrido, que divide la topografía correntina en una sección oriental, de relieve y suelo similar al entrerriano y una occidental más árida. La orilla occidental está formada por los llamados bajos del río Corriente, una zona de cordones arenosos que forman lomadas donde crece naturalmente un denso monte de malezas y palmeras, en especial la  palmera yatay, aptos para el cultivo del tabaco (Nicotiana spp.) y los cítricos (Citrus spp.).
El curso superior del río Corriente es un refugio rico en especies ictícolas que salen de los Esteros, en especial el dorado, cuya pesca está sin embargo controlada para el mantenimiento de la especie. En su curso medio-inferior, el río se desdobla en diferentes brazos y esteros, recibiendo su curso principal el nombre de "Arroyo Guazú". Sobre este tramo del río, cruza la Ruta Nacional 12, que sorteaba el caudal del río a través de una serie de puentes, siendo el principal de ellos el Puente Santa Rosa, ubicado sobre el brazo principal. Frente al puerto de la ciudad de Esquina se abre un delta surcado por el canal Torello, en el que se forman numerosas islas de rica vegetación.
Debido a la fuerza de su caudal, los viaductos que lo sortean se encuentran en constante peligro de derrumbe, a causa de la erosión provocada por sus aguas en las estructuras, agravandose las mismas en épocas de crecientes. El derrumbe más grave producido por este río, tuvo lugar el 08 de julio de 2017, cuando a causa del crecimiento de su caudal se produjo la caída del Puente Santa Rosa, ubicado sobre el curso del Arroyo Guazú (brazo principal del Río Corriente), a la altura del km 715 de la Ruta Nacional 12. La caída de este viaducto, además de provocar el aislamiento de las localidades de Goya y Esquina, fue también motivo de siniestros viales.

## Toponimia
Menciona el mburucuyano Gavino Casco, abogado y ligüista del idioma guaraní: "a título de curiosidad, traer a colación la palabra: /-Aruhary-/ que es el nombre guaranítico del río "Corriente" en las cercanías de Mercedes donde el General Paz ganó la famosa Batalla de Caaguazú (Ka'a Guasu) (hierba/monte grande). Normalmente se suele traducir /-Aruhary-/ como "corriente". Pero veamos cómo se conjuga el verbo /-aru-/ (traigo) que es irregular: /-aru (traigo), reru (traes), ogueru (trae), ñande jaru (nosotros traernos), ore rogueru (nosotros traemos), pende peru (vosotros traéis), ha'ekuéra ogueru (ellos traen). Vemos que /-aru-/ = yo traigo, es la primera persona gramatical. La partícula /-ha-/ ya la hemos analizado y es un relativo que significa "que". La /-R-/ es simplemente epentética o eufónica antes de la /-y-/ que significa "agua". Por lo tanto yo me inclinaría a traducir lugar de donde traigo agua" o sea, pozo, fuente, manantial o río. Porque si fuera "agua corriente" debería llamarse /-ogueruhary-/ (el que lleva agua). Es una hipótesis. Otros más entendidos que yo dirán la última palabra".